# Виньякур, Алоф де
Алоф де Виньякур (фр. Alof de Wignacourt; 1547, Пикардия — 14 сентября 1622, Мальта) — французский дворянин, великий магистр Ордена госпитальеров с 10 февраля 1601 г. вплоть до смерти в 1622 г. В отличие от других великих магистров Алоф де Виньякур пользовался популярностью среди населения Мальты. Виньякур за время своего правления построил акведук Виньякура и цепь оборонительных башен, также названных его именем. Дядя Адриана де Виньякура, 63/64-го великого магистра Мальтийского ордена.

## Биография
Алоф де Виньякур происходит из старого французского рода де Виньякур. Он родился в 1547 г. в Пикардии в семье Жана де Виньякур, синьора де Лиссе, и Марии де Ла Порт, дамы де Ла порт в Анжу, дочери Пьерра, лучника гвардии короля, и Агнессы, дамы де Ондервиль в Бовези.
Виньякур присоединился к ордену в 1564 г. в возрасте 17 лет и уже в следующем году отличился при осаде Мальты султаном Сулейманом I. В 1601 году он был избран новым великим магистром ордена.

Портрет Алофа де Виньякура с пажом
Караваджо, 1608, Лувр

### Виньякур и Караваджо
В июле 1607 г. Караваджо прибыл на Мальту, где его радушно встретил Виньякур, дав заказ на написание своего портрета. Портрет настолько понравился заказчику, что Караваджо в 1608 г. получил место придворного художника и был принят Виньякуром в рыцари ордена. Кроме оговоренной платы за портрет Караваджо получил от магистра золотое ожерелье, пару рабов и другие предметы роскоши. Следующим заказом от Виньякура была алтарная работа на тему обезглавливания Иоанна Крестителя для собора Святого Иоанна, где картина находится по сей день.
Через год после переезда на Мальту Караваджо убил одного из рыцарей ордена, за что был посажен в тюрьму, откуда он смог бежать. Как только история с убийством стала известна за пределами ордена, Виньякур был вынужден заочно лишить художника сана мальтийского рыцаря. Церемония состоялась в начале декабря 1608 года в том самом соборе, где висела работа Караваджо. Несмотря на изгнание из ордена, Караваджо продолжал именовать себя рыцарем до конца своих дней.

### Нападение на Зейтунь
Во время его правления Османы предприняли последнюю попытку завоевать Мальту. Шеститысячная армия под предводительством Марашлы Халиль-паши 6 июля 1614 г. попыталась высадиться на мальтийском побережье неподалеку от деревни Марсашлокк и была обстреляна пушками с башни Святого Луциана. Из-за обстрела османскому флоту пришлось отступить, корабли смогли причалить к побережью Марсаскала и высадиться на берег. Часть армии попыталась штурмовать башню Святого Луциана в то время, как другая напала и разграбила деревню Зейтун, заранее покинутую жителями, узнавшими об атаке. Османская армия выжгла поля и разрушила церковь Святой Екатерины. Против османов, грабивших Зейтунь, орден выслал кавалерийский полк, который был практически весь разгромлен. Тем временем было собрано ополчение в размере 6000—8000 человек, которое отбило нападение. 12 июля османская армия вернулась на корабли и отправилась в Триполи подавлять восстание.

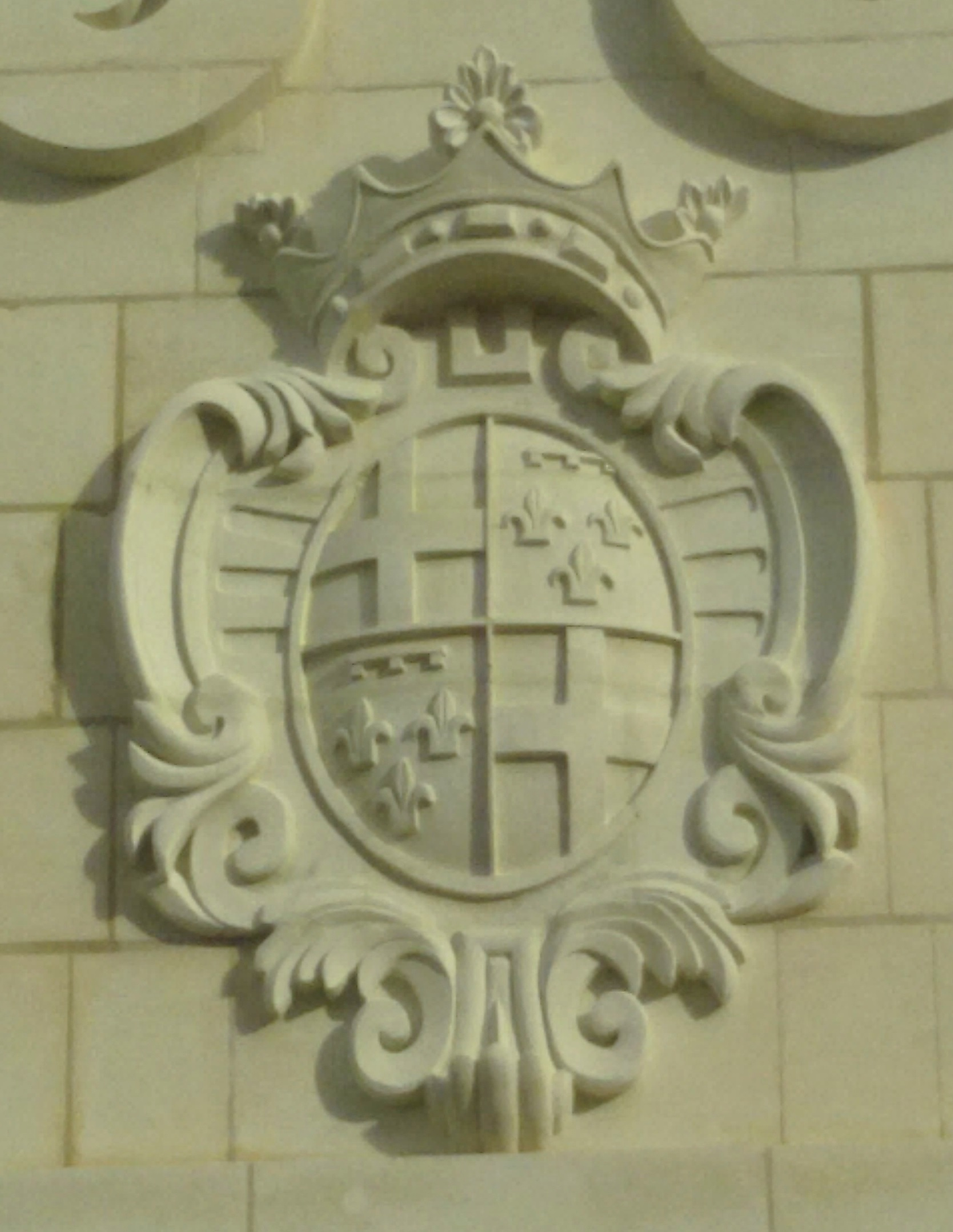
Герб Виньякура на арке акведука

### Строительство
Нападение османов подтвердило необходимость в укреплении побережья острова. Виньякур приказал построить цепь сторожевых башен, известных сейчас как Башни Виньякура, а также укрепил церковь Святой Екатерины, превратив её фактически в фортификационное сооружение.
Виньякур построил акведук, доставляющий воду с плато недалеко от Рабаты в Валлетту. Частью акведука являлась известная Виньякуровская арка, располагающаяся на отрезке между Биркиркарой и Санта-Венерой. На арке размещен герб Виньякуров с тремя лилиями на нём, из-за чего арка получила название ворота Флер-де-лис. Поселение Флер-де-Лис, возникшее рядом с аркой, получило название от арки, а три королевские лилии стали частью герба Санта-Венеры.
Парадный доспех Виньякура сохранился и сейчас выставляется в оружейной палате Дворца гроссмейстеров Мальтийского ордена.
Виньякур умер от инсульта во время его упражнений по стрельбе 14 сентября 1622 г. в возрасте 75 лет.